# NGC 7758
NGC 7758 este o galaxie situată în constelația Vărsătorul. A fost descoperită în 1886 de către Frank Muller.